# 翁嘎科镇
翁嘎科镇，是中华人民共和国云南省普洱市西盟佤族自治县下辖的一个乡镇级行政单位。位于西盟老县城西南部，处于北纬22°27′至22°36′，东经99°21′至99°34′。东邻澜沧县 ，南接孟连县 ，西与缅甸毗邻，北连力所乡 。总面积222平方千米。乡人民政府驻英力下寨，辖5个行政村，62个自然村。
2012年12月28日，云南省人民政府批复同意撤销翁嘎科乡，设立翁嘎科镇。

## 行政区划
翁嘎科镇下辖以下地区：
英腊村、英候村、龙坎村、班弄村和班岳村。